# Токаев, Кемель Токаевич
Кеме́ль Тока́евич Тока́ев (каз. Кемел Тоқайұлы Тоқаев, 2 октября 1923, Кальпе, Талды-Курганский уезд, Джетысуйская область — 6 октября 1986, Алма-Ата) — казахский советский писатель и редактор, основоположник детективного жанра в казахской прозе. Участник Великой Отечественной войны.  
Отец второго президента Казахстана Касым-Жомарта Токаева.
9 мая 2025 года Владимир Путин вручил Касым-Жомарт Токаеву наградной лист о присвоении Кемелю Токаеву ордена Героя Советского Союза «из архива Министерства обороны России».

## Биография
Кемел Токаев родился в семье казахов 2 октября 1923 года.
В начале 1930-х годов из-за политики коллективизации в казахских степях разразился голод. Отец Кемеля — Тока принял решение отправиться на юг. Так, семья еще маленького Кемаля спасаясь от голодной смерти — переселилась в город Фрунзе (ныне Бишкек).
Однако трудности Токаевых на этом не закончились. По переезду мать Кемеля охватил паралич. Поэтому в один из дней он вместе с братом Касымом отправились в город, чтобы достать продукты. Но по дороге, бедно одетых детей забрала милиция, и несмотря на их объяснения, оформили в детский приемник. И так, еще при живых родителях, мальчики с 1932 года оказались в детском доме. Тем временем малая сестра подростков погибла при несчастном случае — парализованная мать не смогла ей помочь, вскоре после этого умерла и мать, а разбитый горем отец семейства Тока покинул дом и больше о нём не было известно (всё это Касым и Кемел узнали уже позже). 
Братьев через некоторое время перевели в интернат для детей-сирот при Чимкентском свинцовом заводе. Там они получили аттестат зрелости и закончили школу. В графе «происхождение», в аттестате указали, что Кемел Токаев из «бедняков», семейное положение — «круглый сирота».
В 1939 году, старшего брата Кемела — Касыма, после окончания интерната и фельдшерского училища, направили в Свердловск на курсы младших офицеров, а в 1941 году уже и на войну. Брат погиб 22 февраля 1942 года на Калининском фронте и был похоронен в братской могиле близ деревни Трубино Ржевского района Тверской области.
В 1942 году на фронт был отправлен уже и сам Кемел, 18-ти летний юноша служил в 7-м гвардейском танковом полку. В это время Кемел освоил русский язык. 21 января 1945 года в боях на территории Польши Кемел Токаев был ранен разрывной пулей в правую голень. На основании приказа Наркомата обороны СССР от 1942 года №386 Кемел Токаев был признан «негодным к дальнейшему несению воинской службы». Позже Кемел выпустит книгу «Солдат ушел на войну», в которой он опишет ужасы войны и страдания тех, кто воевал на фронте.
После ранения Кемел проходил лечение в эвакогоспиталях Беларуси, Омска и Алма-Аты. Будущему писателю грозило ампутация ноги, но врачам удалось её сохранить и Кемал учился заново ходить. В итоге Кемел Токаев стал инвалидом II-ой группы, без собственного жилья, образования и работы.
Вернувшись с войны Кемел Токаев в 1945 году в военной форме и на костылях поступает на филологический факультет Казахского государственного университета. 
По окончании ВУЗа в 1948 году Кемел работал в ряде популярных и авторитетных газет. С июля 1948 года по февраль 1949 год был литературным работником в Джамбулской областной газете «Сталиндік жол». 
1949 году по заключению врача переехал в Алма-Ату, где с февраля 1949 года по февраль 1953 год работал завотделом «студенческой молодежи» в редакции «Лениншіл жас», «Жас Ұлан» (Жас Алаш). 
В 1952 году Кемел Токаев женился на Турар Шабарбаевой, работавшей в Алма-Атинском педагогическом институте иностранных языков. Родившемуся в 1953 году сыну дают имя Касым — в память о любимом брате Кемеля. Вторая часть имени будущего президента Казахстана — Жомарт, означающее «щедрая и широкая душа», было предложено матерью.
С февраля 1953 года по декабрь 1956 год Кемел Токаев работал редактором газеты «Қазақстан пионері» (Пионер Казахстана). 
В 1954 году был опубликован первый сборник Кемел Токаев — «Жұлдызды жорық» (Звёздный поход).
С декабря 1956 года по май 1960 год был заместителем ответственного секретаря, с мая 1957 года ответственный секретарь газеты, «Социалистік Қазақстан» (Егемен Қазақстан).
С 1960—1977 годах работал главным редактором «Ведомостей» Верховного совета Казахской ССР.
В 70-е годы Кемел Токаев выпустил ряд книг, посвященных деятельности работников милиции и работе органов контрразведки. Его книги — «Соңғы соққы» (Последний удар), «Солдат соғысқа кетті» (Солдат ушел на войну), «Көмескі із» (Таинственный след), «Таңбалы алтын» (Меченое золото), «Түнде атылған оқ» (Ночной выстрел) стали не только очень популярными в народе, но и своими романами и документальными исследованиями Кемел Токаев стал основателем детективного жанра в казахской литературе. При этом писатель занимался и поисками редких данных из архива, за что поплатился государственной службой.
В 1980—1984 годах был литературным советником Союза писателей Казахстана.
Умер в ноябре 1986 года.
После прихода к власти сына в Казахстане начался культ личности Кемеля Токаева.

## Семья
- Отец: Болтаев Тока (Токай)
- Мать:
- Жена, Турар Шабарбаева (1931—2000)[4]
- Сыновья: Касым-Жомарт, Бакыт, Канат.
- Дочери: Карлыга Кемелевна Избастина (Токаева) (род. 19 сентября 1956), Карлыгаш Кемелевна Токаева (род. 22 сентября 1960)
- Брат: Касым Болтаев (1920—1942)[11][12]

## Награды
- Ордена Отечественной Войны I и II степени (1985, 30.01.1945)[13][7]
- Дважды: Медаль «За отвагу» (05.08.1943, 01.09.1943)[13]
- Почётные грамоты от Верховного Совета КССР
- Почётная грамота от Министерства внутренних дел СССР
- Нагрудный знак от Министерства внутренних дел СССР
- Четырёхкратный победитель первого литературного конкурса, объявленного Союзом писателей Казахстана и Министерством внутренних дел КССР (1956, 1972, 1977, 1980).

## Работы
- Более десятка книг о советских чекистах на казахском и русском языках.
- «Красный комиссар», «Кто преступник?» и пьеса под названием «Волшебные секреты».

### Книги
- Звёздный путь. Рассказы. А., КМКАБ, 1954;
- Зимняя ласточка. Повесть. А., КМКАБ, 1958;
- Думы о будущем. Повести и рассказы. А., «Казахстан», 1955, 1958, 1972, 1975;
- Ночной выстрел. Повести. А., «Писатель»; «Казахстан», 1971—1972, 1976;
- Враждебность. Повесть. «Писатель»; «Казахстан», 1971, 1972, 1975, 1976;
- Важное задание. Повесть. А., «Писатель»; «Казахстан»; 1965, 1968, 1976;
- Таинственный след: Повести. Алма-Ата: «Казахстан», 1976
- Золото с тамгой. Повесть. А., «Казахстан», 1977;
- Последний удар. Роман. А., «Писатель», 1981;
- Солдат ушёл. Роман. А., «Писатель», 1983;
- Птица без гнезда. Роман. А., «Писатель», 1983.[14]

В 1962 году Кемель Токаев написал на казахском языке автобиографическую повесть «Особое поручение» о боях за Киев в ноябре 1943 года. Перевод на русский язык этой повести выполнил Бауыржан Момышулы — казах, который командовал батальоном дивизии Панфилова в боях за Москву осенью 1941 года.

## Память
- Школа имени Кемеля Токаева (Уштобе) — с 1995 года образовательное учреждение где обучался казахский писатель[15]. При школе имеется Музей Кемеля Токаева и памятник[15][16][5].
- Благотворительный фонд имени Кемеля Токаева (Уштобе) — образован в 2008 году, оказывает помощь учащимся местной школы и воспитанникам Уштобинского детского дома[15][17].
- Сквер имени Кемеля Токаева (Уштобе)[5].